# Eusparassus bicorniger
Eusparassus bicorniger là một loài nhện trong họ Sparassidae.
Loài này thuộc chi Eusparassus. Eusparassus bicorniger được Mary Agard Pocock miêu tả năm 1898.